# Metropolia Semarang
Metropolia Semarang – jedna z 10 metropolii Kościoła Rzymskokatolickiego w Indonezji. Została erygowana 3 stycznia 1961.

## Diecezje
- Archidiecezja Semarang
  - Diecezja Malang
  - Diecezja Purwokerto
  - Diecezja Surabaya

## Metropolici
- Albert Soegijapranata (1940-1963)
- Justinus Darmojuwono (1963-1981)
- Julius Riyadi Darmaatmadja (1983-1996)
- Ignatius Suharyo Hardjoatmodjo (1997-2009)
- Johannes Maria Trilaksyanta Pujasumarta (2010-2015)
- Robertus Rubiyatmoko (2017 -)